# Drepanidae
Famille
Les Drepanidae sont une famille de lépidoptères (papillons) nocturnes.
Décrite en 1828 par l'entomologiste Jean-Baptiste Alphonse Dechauffour de Boisduval, cette famille regroupe de nos jours environ 660 espèces, réparties dans trois sous-familles :
- Drepaninae
- Cyclidiinae
- Thyatirinae (qui a été parfois été classée comme une famille à part entière, sous le nom de Thyatiridae).